# Thủ tướng Việt Nam Cộng hòa
Thủ tướng Việt Nam Cộng hòa là chức vụ đứng đầu Chính phủ của ngành hành pháp trong chính quyền Việt Nam Cộng hòa thời Đệ nhị Cộng hòa. Tiền thân của chức vụ này là chức vị Thủ tướng Quốc gia Việt Nam, tuy nhiên suốt thời kỳ Đệ Nhất Cộng hòa, chức vụ này không được thành lập. Sau đảo chính 1963, các tướng lĩnh nắm quyền và chỉ định Thủ tướng lâm thời trong giai đoạn 1963-1965. Chức vụ Thủ tướng Việt Nam Cộng hòa chính thức được thành lập thông qua Hiến pháp Việt Nam Cộng hòa 1967 và tồn tại chỉ vỏn vẹn 8 năm cho đến khi chế độ Việt Nam Cộng hòa sụp đổ.
Thủ tướng Việt Nam Cộng hòa sinh sống và làm việc tại Dinh Thủ tướng, nay là Văn phòng Chính phủ phía nam tại Thành phố Hồ Chí Minh .

## Lược sử
Sau cuộc trưng cầu dân ý miền Nam Việt Nam, 1955, Thủ tướng Quốc gia Việt Nam Ngô Đình Diệm tuyên bố phế truất Quốc trưởng Bảo Đại, tự nắm quyền hành Quốc trưởng, thành lập chính thể Việt Nam Cộng hòa. Sau khi Hiến pháp Việt Nam Cộng hòa 1956 được thông qua, Việt Nam Cộng hòa thi hành chế độ Tổng thống chế, với Tổng thống là chức vụ đứng đầu hành pháp và không thành lập chức vụ Thủ tướng.
Cuộc Đảo chính Việt Nam Cộng hòa 1963 do các tướng lĩnh cầm đầu đã lật đổ chính quyền Ngô Đình Diệm, hủy bỏ Hiến pháp 1956. Để ổn định chính quyền, các tướng lĩnh lãnh đạo Hội đồng Quân nhân Cách mạng đã công bố Sắc lệnh số 01/HĐQN ngày 4 tháng 11 năm 1963, cử cựu Phó tổng thống Nguyễn Ngọc Thơ làm Thủ tướng Chính phủ lâm thời và trình phương án nhân sự chính phủ để Hội đồng thông qua. Chức vụ Thủ tướng Việt Nam Cộng hòa được hình thành và ra mắt công khai lần đầu tiên vào ngày 6 tháng 11 năm 1963.
Trong suốt giai đoạn 1963-1965, tình hình chính trị Việt Nam Cộng hòa rối loạn do các tướng lĩnh tranh chấp quyền lực. Các thủ tướng dân sự do Hội đồng tướng lãnh chỉ định đều rất ít quyền hành và chỉ giữ được chức vị trong thời gian rất ngắn. Chỉ trong 2 năm đã có 5 người thay nhau giữ chức vị này, trong đó có tướng Nguyễn Khánh và Tiến sĩ Nguyễn Xuân Oánh 2 lần đảm nhiệm.
Mãi đến giữa năm 1965, các tướng lĩnh quyết định thành lập chính phủ. Tướng Nguyễn Cao Kỳ đảm nhận chức vụ Chủ tịch Ủy ban Hành pháp Trung ương, tương đương Thủ tướng cho đến năm 1967.
Ngày 18 tháng 3 năm 1967, Hiến pháp Việt Nam Cộng hòa 1967 được thông qua, thi hành chế độ Bán tổng thống chế, thành lập chức vụ Thủ tướng. Theo điều 67 của Hiến pháp 1967, Thủ tướng điều khiển chính phủ và các cơ cấu hành chính, và chịu trách nhiệm về sự thi hành trước Tổng thống. Người đầu tiên nhận chức vụ này là Nguyễn Văn Lộc.
Thủ tướng Việt Nam Cộng hòa cuối cùng là Vũ Văn Mẫu. Ông chỉ giữ chức vụ này vỏn vẹn được 1 ngày trước khi chế độ Việt Nam Cộng hòa sụp đổ vào ngày 30 tháng 4 năm 1975.

## Danh sách các Thủ tướng Việt Nam Cộng hòa
| TT                                                 | Hình                                    | Tên (Sinh-Mất)                          | Nhiệm kỳ                                | Nhiệm kỳ                                | Nhiệm kỳ                                | Đảng phái                               |
| TT                                                 | Hình                                    | Tên (Sinh-Mất)                          | Bắt đầu                                 | Kết thúc                                | Thời gian                               | Đảng phái                               |
| Thủ tướng Việt Nam Cộng hoà (1955–1975)            | Thủ tướng Việt Nam Cộng hoà (1955–1975) | Thủ tướng Việt Nam Cộng hoà (1955–1975) | Thủ tướng Việt Nam Cộng hoà (1955–1975) | Thủ tướng Việt Nam Cộng hoà (1955–1975) | Thủ tướng Việt Nam Cộng hoà (1955–1975) | Thủ tướng Việt Nam Cộng hoà (1955–1975) |
| -------------------------------------------------- | --------------------------------------- | --------------------------------------- | --------------------------------------- | --------------------------------------- | --------------------------------------- | --------------------------------------- |
| Trống (26 tháng 10 năm 1955 – 4 tháng 11 năm 1963) |                                         |                                         |                                         |                                         |                                         |                                         |
| 1                                                  |                                         | Nguyễn Ngọc Thơ (1908–1976)             | 4 tháng 11 năm 1963                     | 30 tháng 1 năm 1964                     | 87 ngày                                 | Độc lập                                 |
| 2                                                  |                                         | Nguyễn Khánh (1927–2013)                | 8 tháng 2 năm 1964                      | 29 tháng 8 năm 1964                     | 203 ngày                                | Quân nhân                               |
| —                                                  |                                         | Nguyễn Xuân Oánh (1921–2003) (Quyền)    | 29 tháng 8 năm 1964                     | 3 tháng 9 năm 1964                      | 5 ngày                                  | Độc lập                                 |
| (2)                                                |                                         | Nguyễn Khánh (1927–2013)                | 3 tháng 9 năm 1964                      | 26 tháng 10 năm 1964                    | 62 ngày                                 | Quân nhân                               |
| —                                                  |                                         | Phan Khắc Sửu (1893–1970) (Quyền)       | 26 tháng 10 năm 1964                    | 3 tháng 11 năm 1964                     | 8 ngày                                  | Độc lập                                 |
| 3                                                  |                                         | Trần Văn Hương (1902–1982)              | 4 tháng 11 năm 1964                     | 27 tháng 1 năm 1965                     | 84 ngày                                 | Độc lập                                 |
| —                                                  |                                         | Nguyễn Xuân Oánh (1921–2003) (Quyền)    | 28 tháng 1 năm 1965                     | 15 tháng 2 năm 1965                     | 18 ngày                                 | Độc lập                                 |
| 4                                                  |                                         | Phan Huy Quát (1908–1979)               | 16 tháng 2 năm 1965                     | 12 tháng 6 năm 1965                     | 116 ngày                                | Đảng Đại Việt                           |
| 5                                                  |                                         | Nguyễn Cao Kỳ (1930–2011)               | 19 tháng 6 năm 1965                     | 28 tháng 10 năm 1967                    | 2 năm, 131 ngày                         | Quân nhân                               |
| 6                                                  |                                         | Nguyễn Văn Lộc (1922–1992)              | 31 tháng 10 năm 1967                    | 18 tháng 5 năm 1968                     | 200 ngày                                | Độc lập                                 |
| 7                                                  |                                         | Trần Văn Hương (1902–1982)              | 25 tháng 5 năm 1968                     | 22 tháng 8 năm 1969                     | 1 năm, 89 ngày                          | Độc lập                                 |
| 8                                                  |                                         | Trần Thiện Khiêm (1925–2021)            | 23 tháng 8 năm 1969                     | 5 tháng 4 năm 1975                      | 5 năm, 224 ngày                         | Liên minh Tự do Dân chủ                 |
| 9                                                  |                                         | Nguyễn Bá Cẩn (1930–2009)               | 5 tháng 4 năm 1975                      | 29 tháng 4 năm 1975                     | 24 ngày                                 | Liên minh Tự do Dân chủ                 |
| 10                                                 |                                         | Vũ Văn Mẫu (1914–1998)                  | 29 tháng 4 năm 1975                     | 30 tháng 4 năm 1975                     | 1 ngày                                  | Khối Dân tộc                            |